# Опсада и ослобођење Бара 1877-1878.
После ослобођења Никшића и Билеће у црногорско-турском рату (1876—1878), наишавши на оштар отпор аустроуграске владе по питању даљег наступања у Херцеговини, црногорска војска је своје операције пребацила ка приморју.
Почетком новембра 1877. године књаз Никола I Петровић Његош је главнину својих снага ~ 20 батаљона и 18 тоова концентрисао у рејону Вирпазара. Са осталим снагама демонстрирао је према Спужу и Подгорици, да би заварао Турке. Извукавши топове на висове Сутормана, црногорска восјка је наступала према Бару у две колоне:
- Десна, јачине 12 батаљона и 16 топова, под командом војводе Маша Врбице, правцем Суторман - Зупци - Бар, и
- Лева, јачине осам батаљона и два топа, под командом војводе Илије Пламенца, правцем Суторман - превој Бијела Скала - Бар а један део се издвојио према Скадарској крајини.

Турско утврђење на Суторману бранила је једна чета са два топа, Бар два табора низама, око 1800 башибозука и 15 топова, а утврђења Хај-Нехај и Волујицу по једна чета. На мору су Турци у дом делу Јадранског мора имала ескадру јачине две крстарице, две фрегате и један мањи ратни брод.
Када су успели да заузму утврђење Суторман, црногорска војска се прегруписала и 16. новембра, са четири батаљона и 16 топова, заузела је доминирајуће положаје око Бара. Три батаљона су била упућена према барској луци, док је војвода Пламенац са осталим снагама заузео положаје према Скадару и Улцињу.
17. новембра било је заузето утврђење Волујица и бла је успостављена контрола над барском луком, а 27. новембра утврђење Хај-Нехај. Главнина тусрких снага се у Старом Бару се веома упорно бранила подржавана са пет ратних бродова, који су из барске луке свакодневно тукли положаје црногорске војске око града.
Изгубивши сваку наду у долазак појачања, Турци су се 10. јануара 1878. године предали и том приликом је било заробљено 2237 војника и 15 топова.